# Brigadni
Brigadni (del ruso: Бригадный) es un posiólok del raión de Primorsko-Ajtarsk del krai de Krasnodar en el sur de Rusia. Está situado 9 km al este de Primorsko-Ajtarsk y 120 km al noroeste de Krasnodar, la capital del krai. Tenía 120 habitantes en 2010.
Pertenece Novopokróvskoye.